# Feromônio sexual
Os feromônios sexuais são feromônios liberados por um organismo para atrair um indivíduo da mesma espécie, incentivá-lo a acasalar com ele ou realizar alguma outra função intimamente relacionada com a reprodução sexual. Os feromônios sexuais se concentram especificamente em indicar fêmeas para reprodução, atrair o sexo oposto e transmitir informações sobre espécie, idade, sexo e genótipo. Os feromônios não voláteis, ou feromônios de contato cuticular, estão mais intimamente relacionados aos insetos sociais, pois geralmente são detectados pelo contato direto com quimiorreceptores nas antenas ou pés dos insetos.
Os feromônios sexuais de insetos encontraram usos no monitoramento e captura de insetos-praga.

## Sinalização

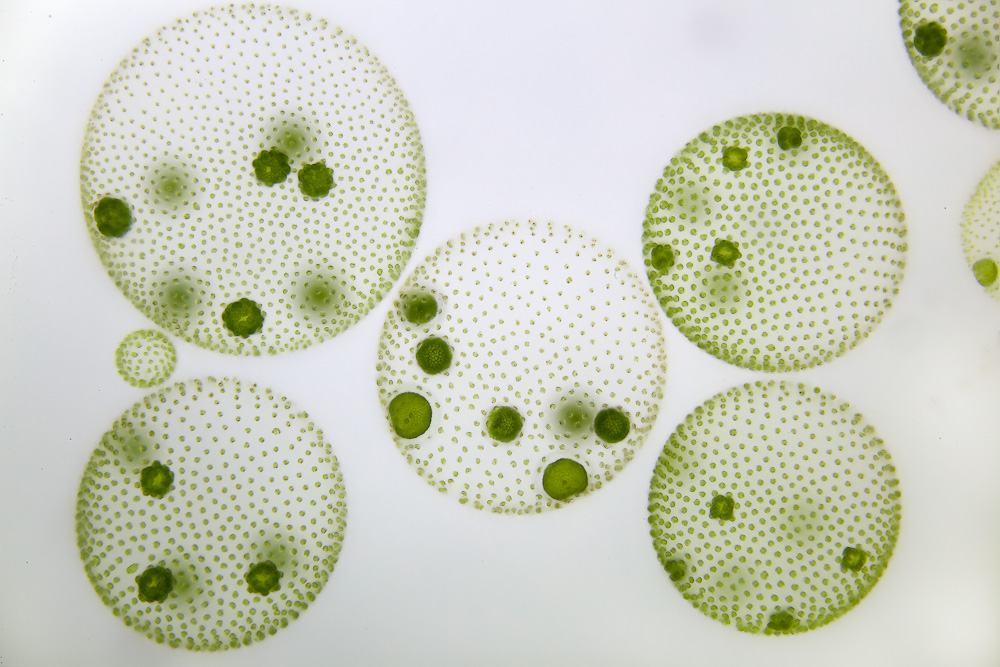
O desenvolvimento sexual na alga de água doce Volvox é desencadeado por pequenas concentrações de um feromônio de glicoproteína

Diferentes espécies usam uma grande variedade de substâncias químicas para enviar sinais sexuais. O primeiro a ser descrito quimicamente foi o bombicol, feromônio sexual do bicho-da-seda, que é um álcool complexo, (E,Z)-10,12-hexadecadienol, descoberto em 1959. É detectado nas antenas da mariposa macho por uma proteína de ligação a feromonas que transporta o bombicol para um receptor ligado à membrana de uma célula nervosa. Os produtos químicos usados por outras mariposas são específicos da espécie. Por exemplo, os feromônios femininos da lagarta do abeto oriental Choristoneura fumiferana contêm uma mistura de 95:5 de aldeídos 11-tetradecenais E- e Z, enquanto os feromônios sexuais de outras espécies de Choristoneura contêm acetatos e álcoois.
O desenvolvimento sexual na alga verde de água doce Volvox é iniciado por um feromônio de glicoproteína. É uma das moléculas efetoras biológicas mais potentes conhecidas, pois pode desencadear o desenvolvimento sexual em uma concentração tão baixa quanto 10−16 moles por litro. Kirk e Kirk mostraram que a produção de feromônios indutores de sexo pode ser desencadeada experimentalmente em células somáticas por choque térmico.

## Usos

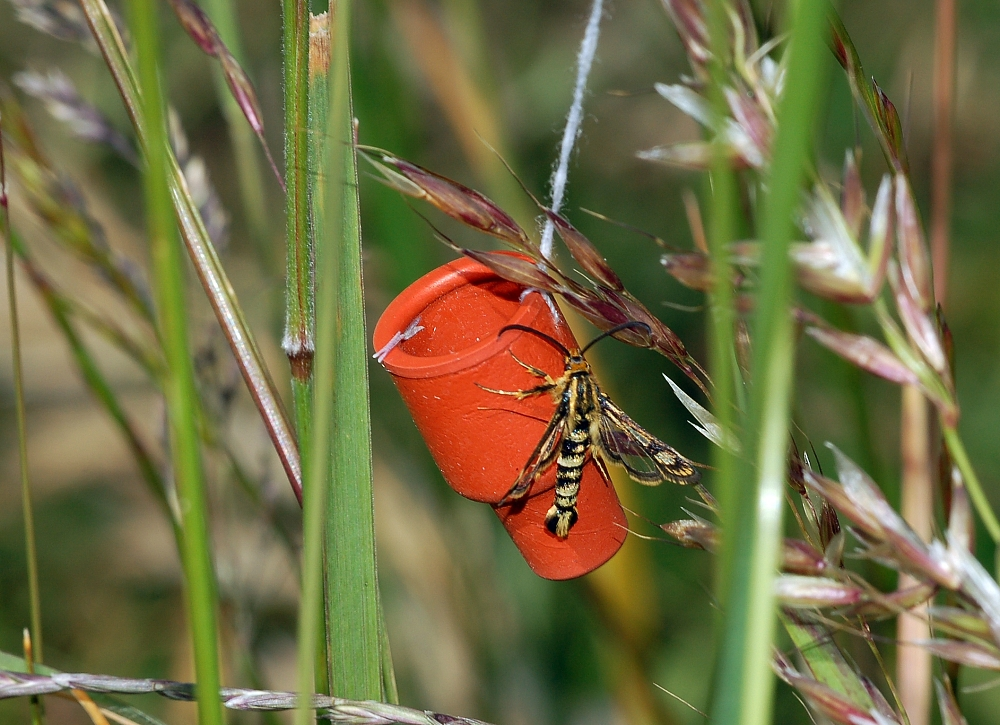
Uma armadilha de feromônio em uso para monitorar pragas de insetos

Os feromônios sexuais encontraram aplicações no monitoramento e controle de pragas. Para monitoramento, armadilhas de feromônio são usadas para atrair e capturar uma amostra de insetos-praga para determinar se são necessárias medidas de controle. Para controle, quantidades muito maiores de um feromônio sexual são liberadas para interromper o acasalamento de uma espécie de praga. Isso pode ser por meio da liberação de feromônio suficiente para impedir que os machos encontrem as fêmeas, abafando efetivamente seus sinais, ou pela captura em massa, atraindo e removendo pragas diretamente. Por exemplo, a pesquisa sobre o controle da mariposa do abeto (Zeiraphera canadensis) concentrou-se no uso do feromônio E-9-tetradecenil-acetato, um produto químico que a mariposa do abeto libera durante o acasalamento.